# Chthonic
ChtHoniC (někdy zapisováno ChthoniC nebo ChThoniC, znaky: 閃靈樂團, pchin-jin: Shǎn líng yuètuán, tchajwansky: Siám-lêng Ga̍k-thoân) je tchajwanská melodicblackmetalová kapela. Ve své hudbě používají tradiční čínský hudební nástroj erhu. Slovo Chthonic je odvozeno z řečtiny a znamená podsvětí.

## Základní informace o kapele
ChtHoniC jsou v některých částech Číny zakázáni pro jejich anti-politicky zaměřené texty, vokalista Freddy Lim je v současnosti politicky aktivní a bojuje za tchajwanizaci a tranziční spravedlnost, společně s Doris Yeh (baskytara) se v roce 2009 přidali k Tchajwanské organizaci pro lidská práva.
Své písně skládají v tchajwanštině, japonštině, mandarínštině, klasické čínštině a také v některých jazycích původních obyvatel Tchaj-wanu.

## Historie
Kapelu ChtHoniC založil v roce 1995 vokalista Freddy Lim, který v kapele zároveň hraje na erhu. Později se k němu přidala kytaristka Ellis, bubeník Terry, basák Man 6 a zhruba po půl roce i klávesistka Ambrosia. Jako hlavní směr kapely si zvolili témata tchajwanské historie a boj proti hrozbám Čínského komunistického systému vůči Tchaj-wanu, za což jsou v některých částech Číny zakázáni.
ChtHoniC debutovali v roce 1998 singlem Deep Rising, těsně po něm následovalo v roce 1999 album Where the Ancestors' Souls Gathered. Další dvě alba 9th Empyrean a Relentless Recurrence nebyla vcelku ničím průlomová. Obrovský úspěch ale zaznamenali po vydání alba Seediq Bale, které je velmi proslavilo. V roce 2009 vydali velmi dobré album Mirror of Retribution, k němu klip 49 Theurgy Chains a hned po něm v roce 2010 cover songu Painkiller od Judas Priest.

## Členové kapely
V obsazení kapely od jejího založení proběhlo mnoho změn, jediný původní člen je Freddy Lim.

### Stávající členové
- Freddy Lim, Left Face of Maradou – vokály, erhu (1995–současnost)
- Doris Yeh, Thunder Tears – baskytara, vokály v pozadí (1999–současnost)
- Jesse Liu, The Infernal – kytara (2000-současnost)
- Dani Wang, Azathothian Hands – bicí (2005-současnost)
- CJ Kao, Dispersed Fingers – klávesy, syntetizér (2005-současnost)

### Bývalí členové
- Su-Nung, The Bloody String – erhu (2006–2009)
- Alexia – klávesy (2004–2006)
- A-Jay – bicí (1999–2005)
- Luis – klávesy, vokály (2003–2004)
- Sheryl – klávesy (2002–2004)
- Vivien – klávesy (2001–2002)
- Ambrosia – klávesy (1996–2001)
- Null – kytara (1999–2000)
- Wang – bicí (1998–1999)
- Zac – kytara (1998–1999)
- Yu – baskytara (1997–1999)
- Ellis – kytara(1996–1998)
- Terry – bicí (1996–1998)
- Man 6 – baskytara (1996–1997)

## Diskografie

### Studiová alba
- Where the Ancestors' Souls Gathered (1999)
- 9th Empyrean (2000)
- Relentless Recurrence (2002)
- Seediq Bale (2005)
- Mirror of Retribution (2009)
- Takasago Army (2011)
- Bú-Tik (2013)
- Timeless Sentence (akustické album) (2014)
- Battlefields of Asura (2018)

### EP
- Satan's Horns (2003)

### Singly
- Deep Rising (1998)
- Nightmare (1999)
- Painkiller (cover Judas Priest) (2010)